# Brycon unicolor
Brycon unicolor is een straalvinnige vissensoort uit de familie van de karperzalmen (Characidae). De wetenschappelijke naam van de soort is voor het eerst geldig gepubliceerd in 1988 door Mosco Morales.